# Epigonus fragilis
Epigonus fragilis is een straalvinnige vissensoort uit de familie van diepwaterkardinaalbaarzen (Epigonidae). De wetenschappelijke naam van de soort werd voor het eerst geldig gepubliceerd in 1922 door Jordan & Jordan.